# Arnfels

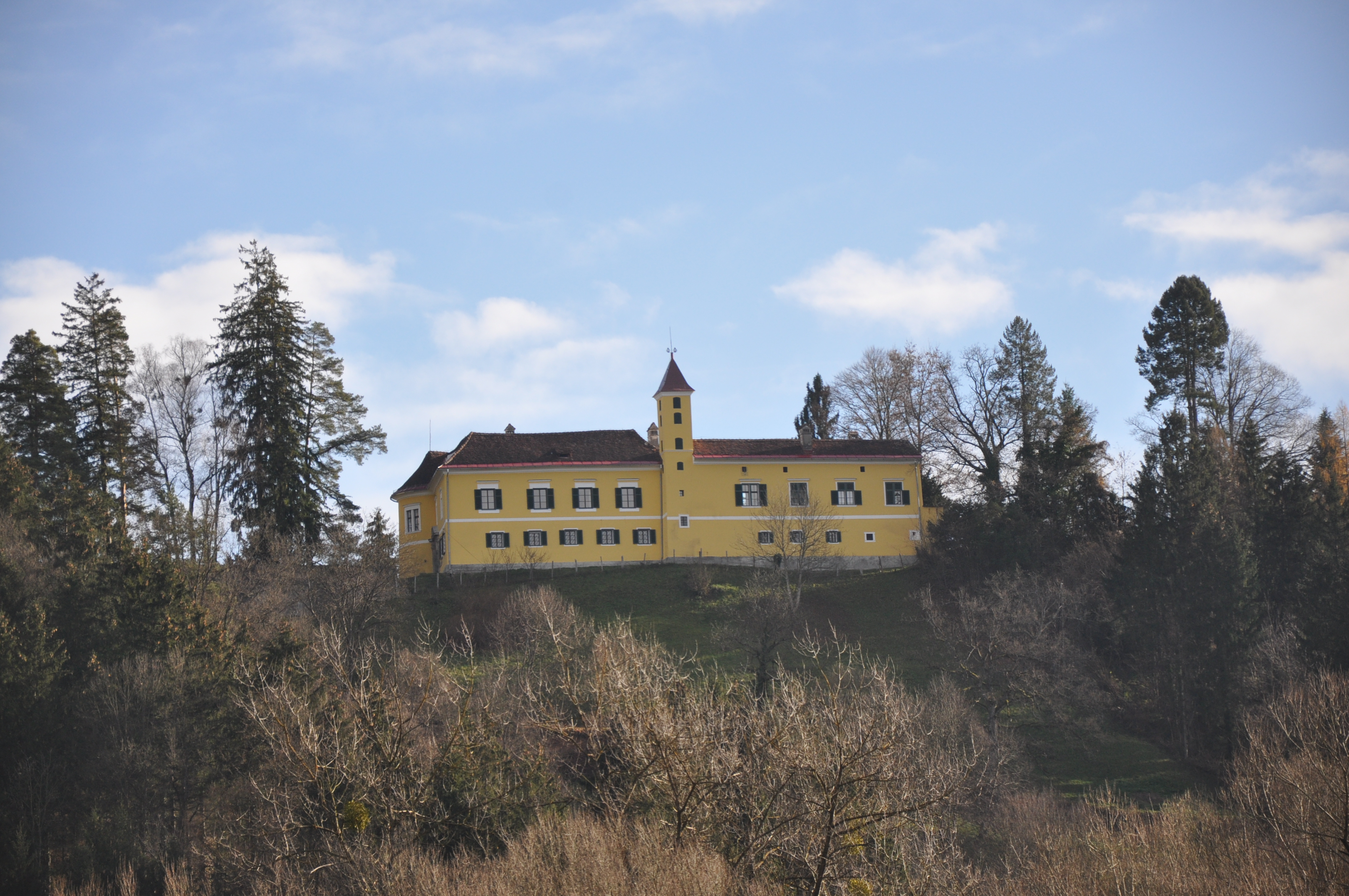
Schloss Arnfels 2015

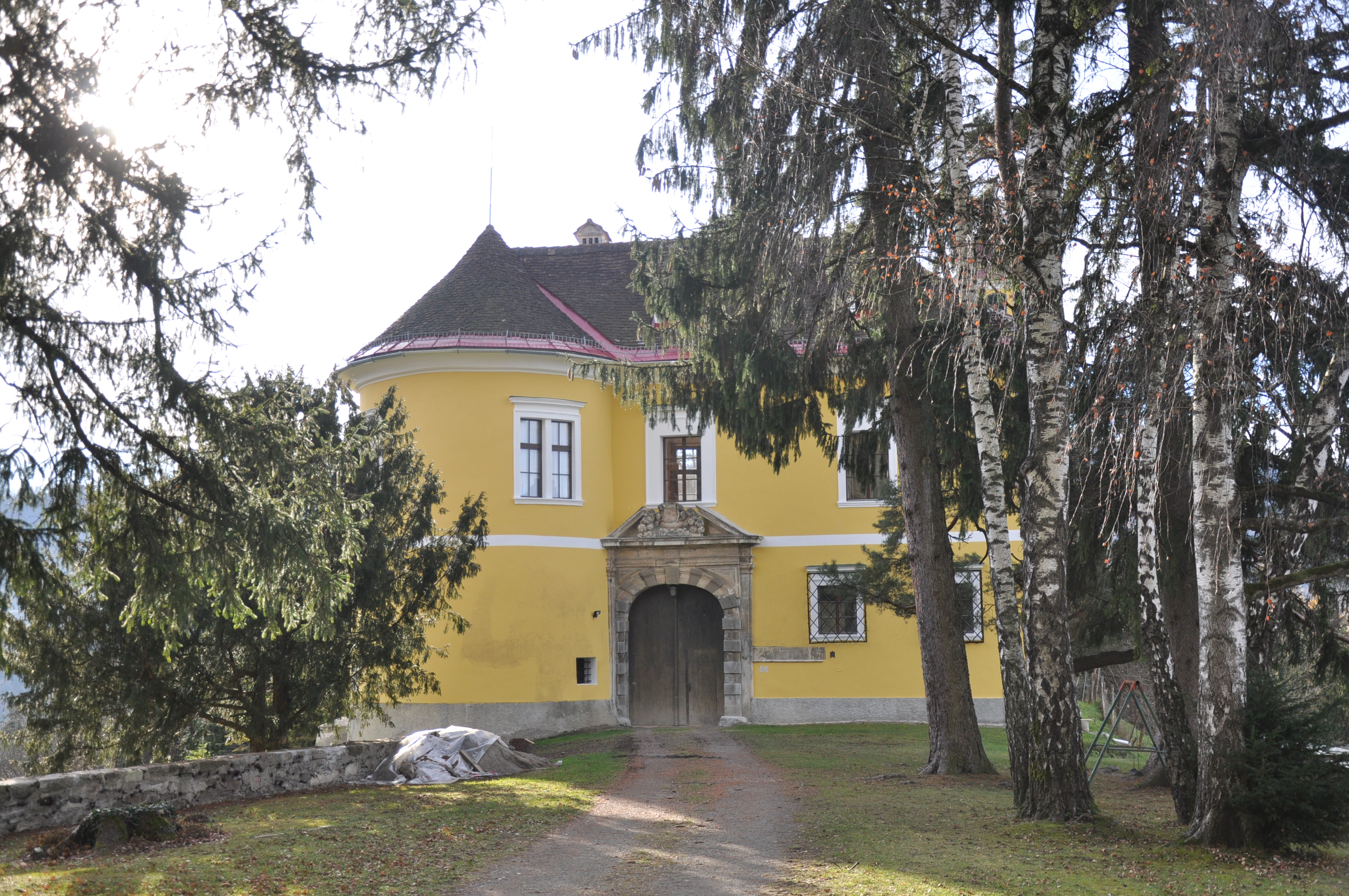
Schloss Arnfels 2015

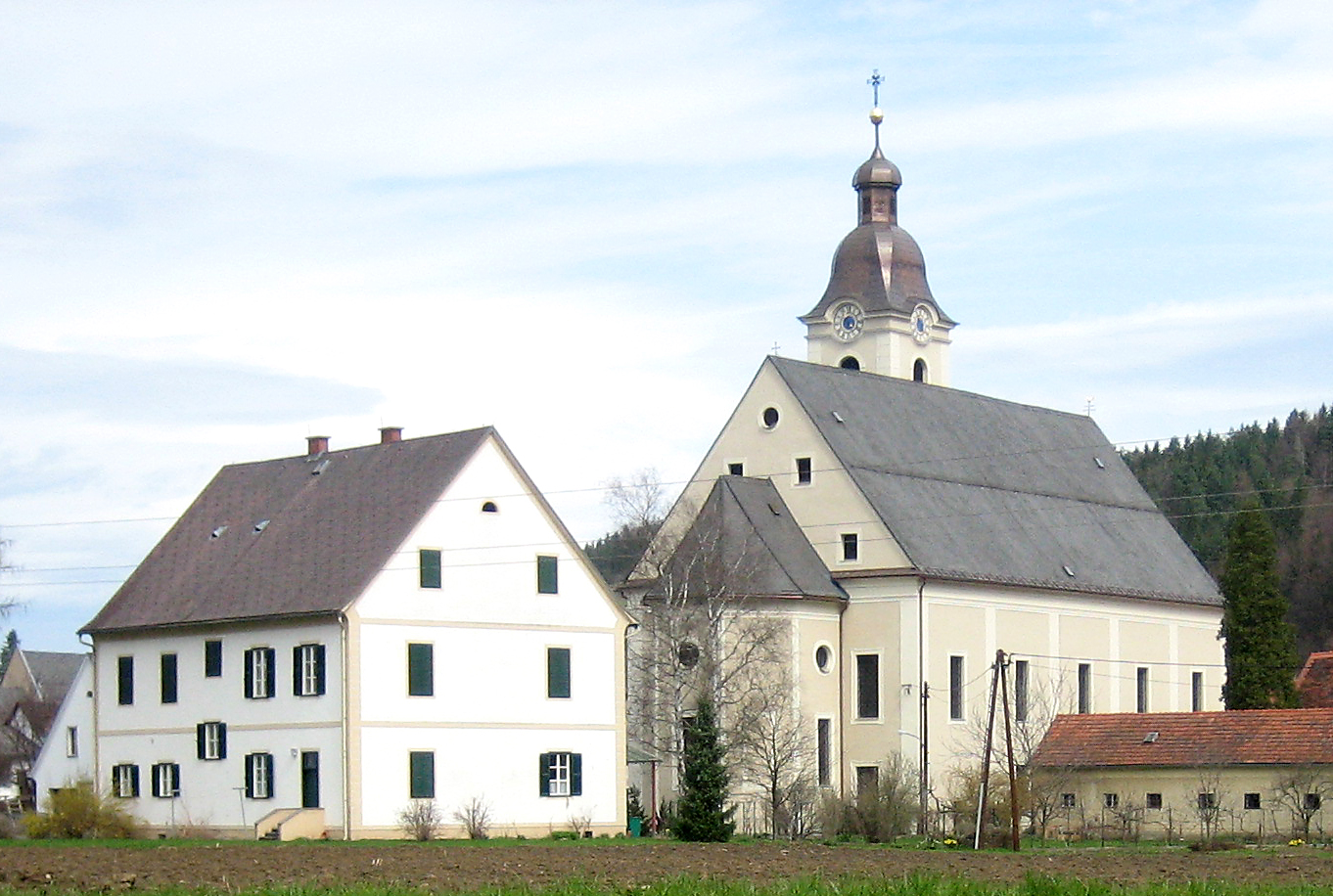
Pfarrkirche Mariä Geburt in Arnfels

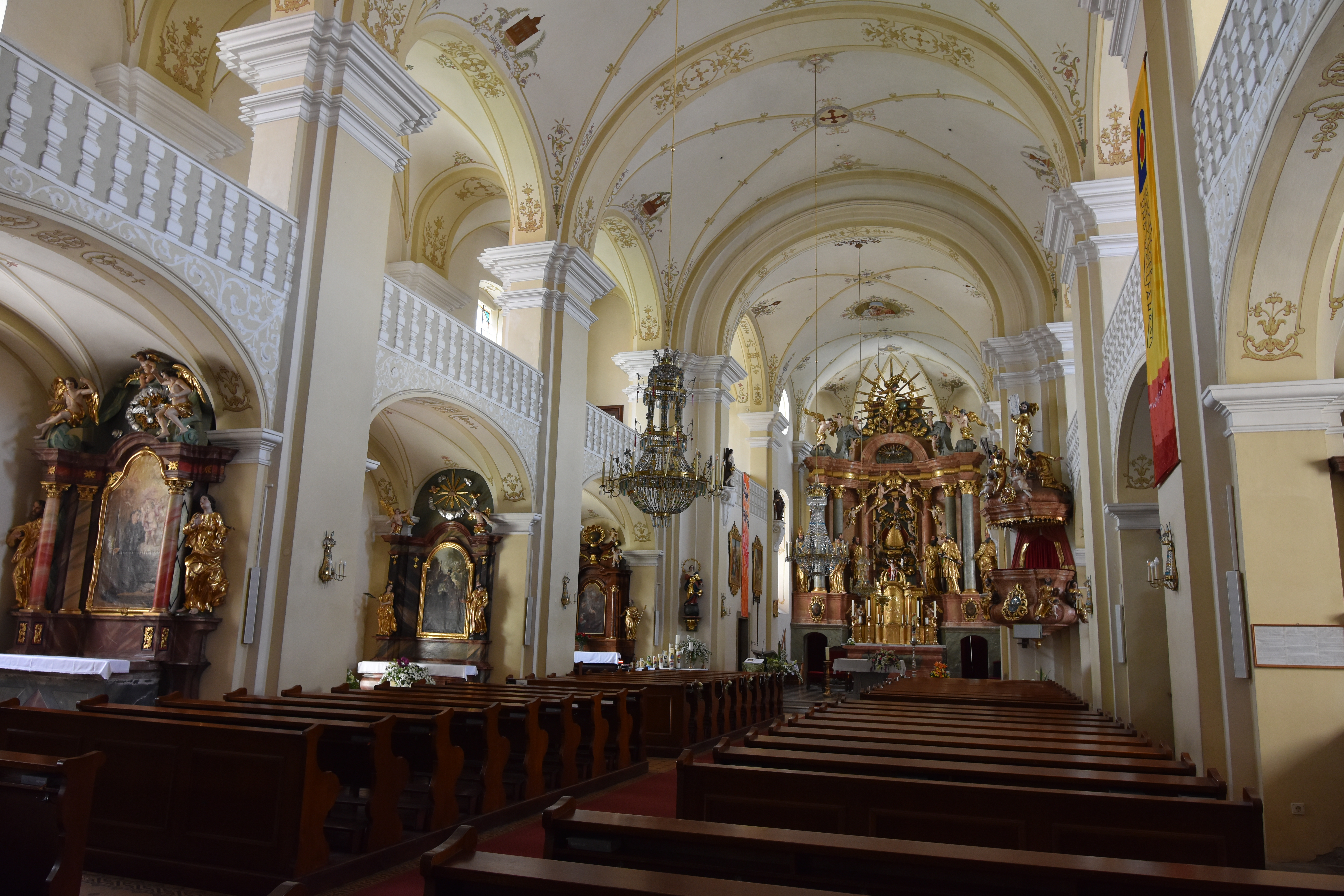
Die Innenansicht der Pfarrkirche

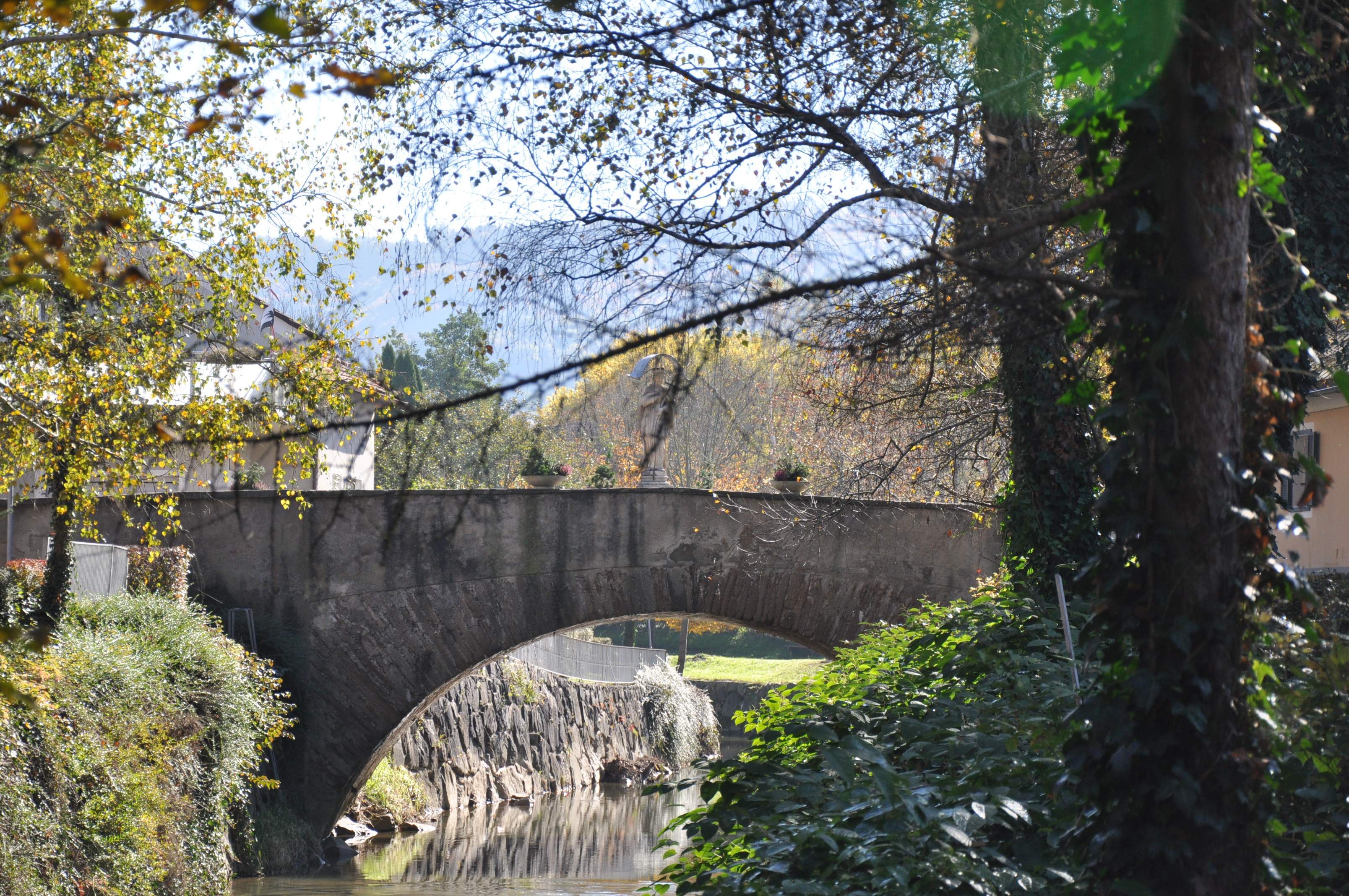
Brücke über den Pößnitzbach mit Figurenbildstock Hl. Johannes Nepomuk

Arnfels (slowenisch Arnež) ist eine Marktgemeinde mit 960 Einwohnern (Stand 1. Jänner 2025) im Gerichtsbezirk bzw. Bezirk Leibnitz in der südlichen Steiermark. Sie liegt am Pößnitzbach und nahe der Grenze zu Slowenien.

## Geografie

### Gemeindegliederung
Das Gemeindegebiet umfasst zwei Ortschaften und gleichnamige Katastralgemeinden (Einwohner Stand 1. Jänner 2025):
- Arnfels (790 Ew.; 228,58 ha)
- Maltschach (170 Ew.; 190,83 ha)

### Nachbargemeinden
|          | Sankt Johann im Saggautal                   |                              |
| Oberhaag | Kompassrose, die auf Nachbargemeinden zeigt | Leutschach an der Weinstraße |
|          | Oberhaag                                    |                              |

### Geologie
Geologisch gehören die Gesteine von Arnfels und Umgebung zum Gebiet des Poßruck und sind wissenschaftlich untersucht.

## Geschichte

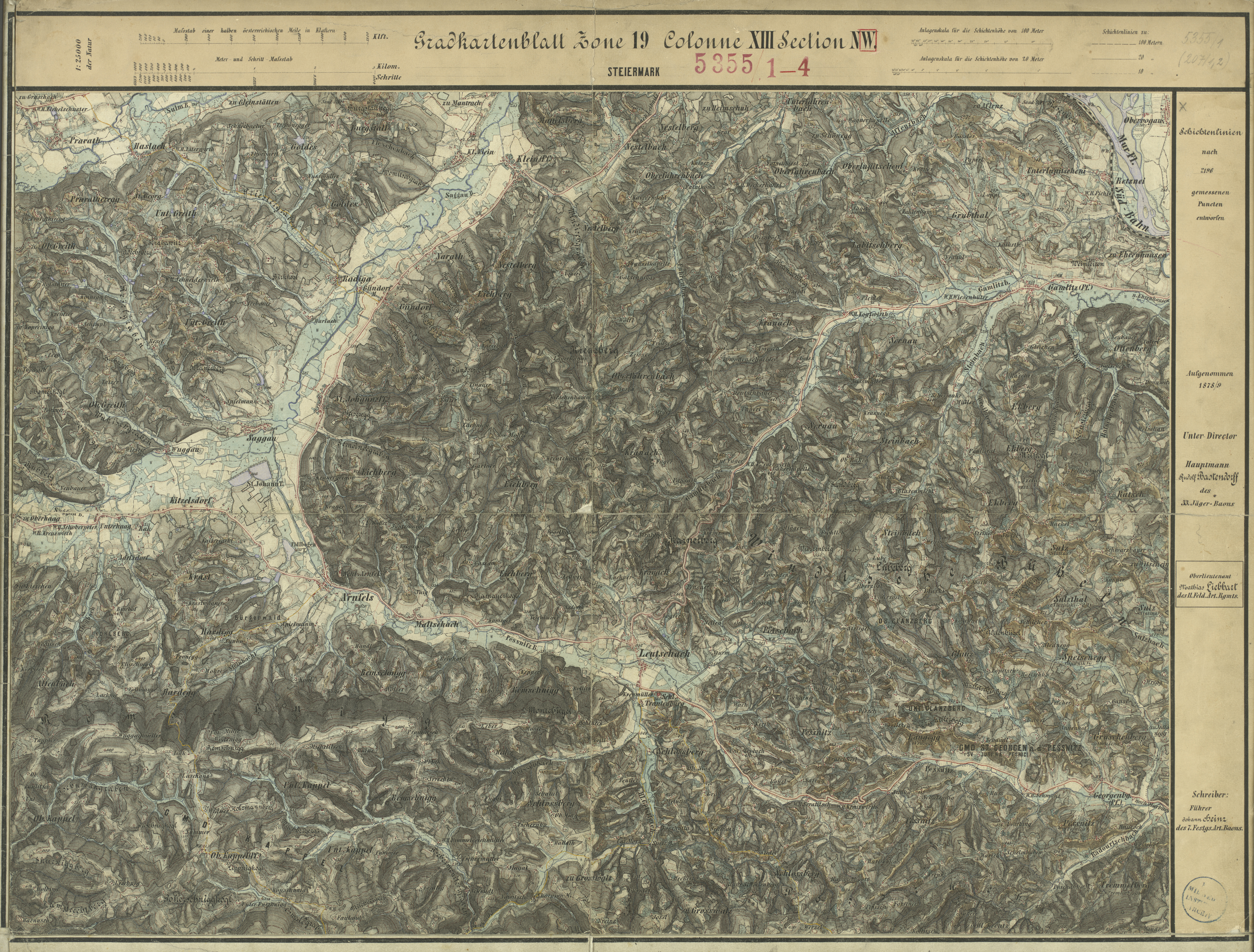
Das Gebiet von Arnfels um das Jahr 1879 (Aufnahmeblatt der 3. Landesaufnahme)

Die Gegend bei Arnfels war im 11. Jahrhundert im Besitz der Spanheimer. Man nimmt daher an, dass einer ihrer Dienstmannen die Burg Arnfels erbaut habe, wobei die von deutschen Kolonisten am Fuße des Berges angelegte Ortssiedlung den gleichen Namen erhielt. Aufgrund der bisherigen Forschungen kann das Jahr 1150 als die historische Geburtsstunde von Arnfels angenommen werden. Urkundliche Erwähnung findet der Markt, ursprünglich eine Burgundensiedlung, erstmals 1280.
Das Schloss Arnfels
war schon um 1212 als castrum Arnuelse bekannt und befand sich zunächst im Besitz der Herren von Mureck, wechselte aber in den folgenden Jahrhunderten mehrmals den Besitzer. Der Name Arnfels könnte auch auf den Erbauer oder ersten Besitzer der Burg hinweisen: „Fels des Arno“ = Arnfels. Bereits 1278 wurde Arnfels zum Markt erhoben.
Zwei große Zerstörungen sind in der Ortsgeschichte markant: Zum einen die Verwüstung durch einfallende Türken 1532 und zum anderen eine Feuersbrunst, die 1825 im Markt wütete.
Am 20. Mai 1580 wurde Barbara Striglin das erste Opfer des neu bestellten Landprofosen Jakob Bithner. Er war aus Jena in die Steiermark gerufen worden, sein Verhalten führte zu einer beispiellosen Hexenverfolgungswelle. Die Frau wurde nach zweiwöchiger Folter als „Butterhexe“ auf dem Scheiterhaufen verbrannt. Vorgeworfen wurde ihr, Gewitter herbeigezaubert, dem Teufel ein Kind gemacht, sich in Tiere verwandelt und Butter ungenießbar gemacht zu haben.
Seit 1788 ist Arnfels eine selbständige Pfarre. Zuvor gehörte sie, wie die meisten umliegenden Orte, zur Pfarre St. Johann im Saggautal. Durch die Reformen Kaiser Joseph II. wurden große Pfarrgebiete in mehrere Pfarreien umgewandelt, um eine bessere seelsorgliche Betreuung der Bevölkerung zu gewährleisten. Die im Gegensatz zu anderen Kirchen nach Süden orientierte Pfarrkirche Maria am grünen Waasen wurde zwischen 1714 und 1717 anstelle einer Vorgängerkirche des 15. Jahrhunderts erbaut.
Im Mittelalter blühten Handel und Gewerbe, da der Markt an der sogenannten Radkersburger Weinstraße lag, über die – von Bad Radkersburg aus über Arnfels, Voitsberg und die Stubalpe – schwer beladene Fuhrwerke Obst und Wein in die Obersteiermark fuhren. Eisen und Salz wurden ins Unterland zurückgebracht.
Die damals bestehende Gemeinde Arnfels wurde 1878 in die zwei Gemeinden Arnfels und Oberhaag aufgeteilt, wobei die Katastralgemeinden Maltschach, Altenbach, Hardegg, Kitzelsdorf, Krast, Lieschen, Oberhaag und Obergreuth zur neuen Gemeinde Oberhaag wurden.
Um 1850 wurde in Arnfels ein Bezirksgericht eingesetzt. Dieses Gericht wurde 1976 aufgelassen.
Seit damals gehört Arnfels zum Sprengel des Bezirksgerichtes Leibnitz.

## Kultur und Sehenswürdigkeiten

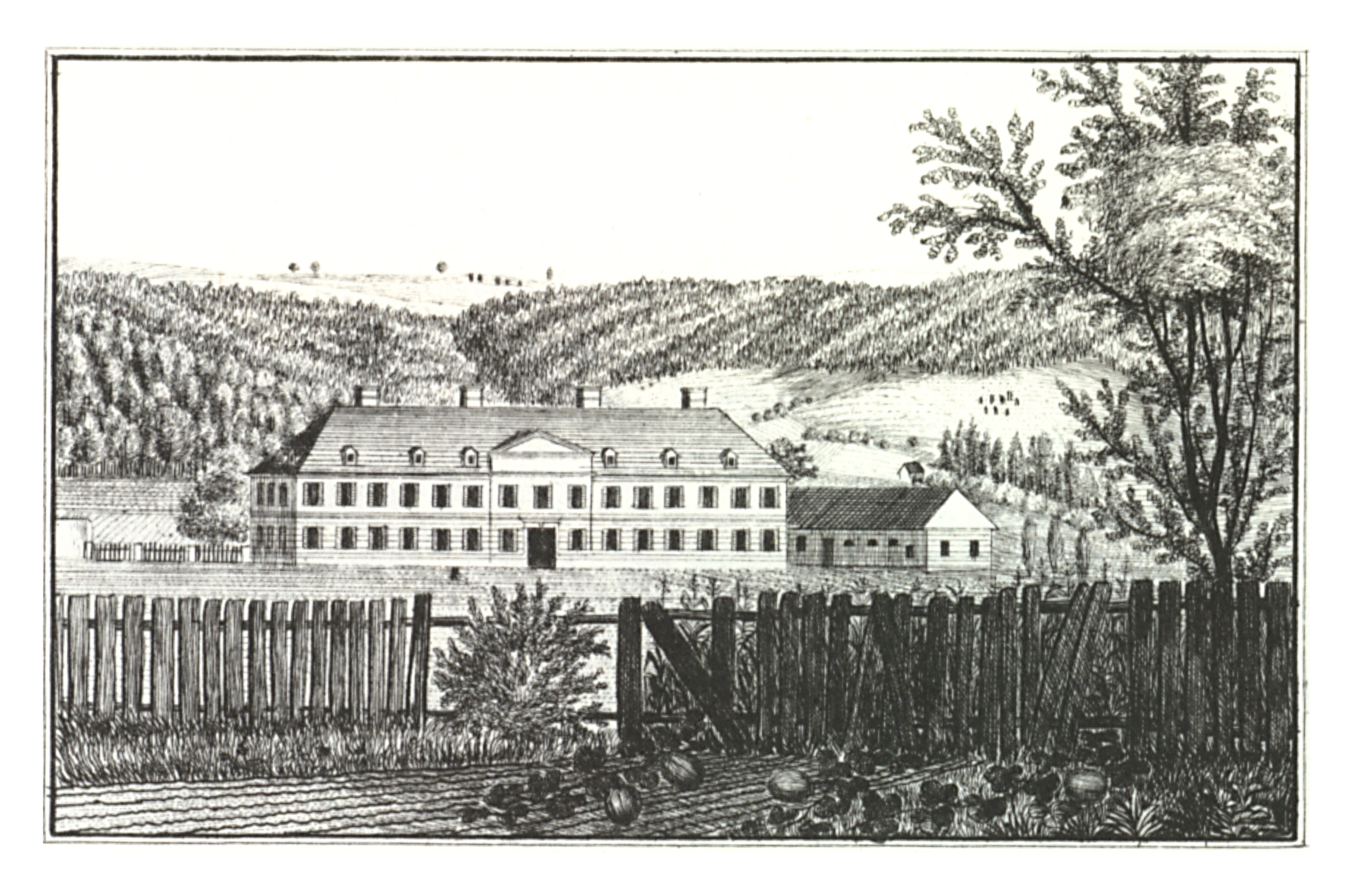
Talschloss Arnfels um 1830,
Lith. Anstalt J.F. Kaiser, Graz

- Das Schloss Arnfels liegt auf einem Bergrücken über dem Markt, es wird urkundlich um 1200 erwähnt. 1424 wurde es nach einem Brand wiederaufgebaut, 1976 renoviert. Es ist nur die Nordhälfte erhalten, die durch einen Umbau von 1916 verändert ist. Ein östlicher Turm stammt aus 1693. Von 1681 bis 1912 war es im Besitz der Grafen von Schönborn.
- Das klassizistische Talschloss wurde um 1820 erbaut und dient nun als Seniorenwohnheim.
- Die ehemalige Margarethenkirche wurde bereits im 16. Jahrhundert aufgelassen, ihr Gebäude im 18. Jahrhundert abgetragen.
- Pfarrkirche Arnfels: Die Pfarrkirche mit dem Patrozinium Maria Geburt wurde im 15. Jahrhundert als Maria am Waasen erbaut. Ein Neubau erfolgte 1714–1717, die umfangreiche Innenausstattung stammt aus dem 17. bis zum 19. Jahrhundert.
- Im Ortsbild befinden sich eine Johann-Nepomuk-Statue auf einer alten gewölbten Steinbrücke über den Pößnitzbach, deren Chronogramm auf das Jahr 1706 verweist.
- Eine steinerne Bildsäule an der Straße nach St. Johann stammt aus dem Jahr 1656. Der Denkmalführer enthält Hinweise auf eine Reihe weiterer Gebäude.[7]

- Kulturelle Höhepunkte sind der im September stattfindende Hobbykünstlermarkt, der jährlich bis zu 18.000 Besucher anzieht, die Arnfelser Schlossspiele, mehrere Theater- und Konzertveranstaltungen sowie Ausstellungen, die von unterschiedlichen Vereinen und Privatpersonen organisiert werden.
- Zwei Chöre, der Kirchenchor Arnfels und der Chor Arkadia Arnfels sowie das Arnfelser Vokalquartett tragen mit ihren Auftritten, Veranstaltungen und Aktivitäten (Adventsingen, Jahreskonzerte, Jugendchor, Sternsingeraktion, Chorprojekte) sehr stark zum kulturellen Leben in Arnfels und Umgebung bei.
- Ein wichtiger Kulturpunkt in Arnfels ist die Marktmusikkapelle (kurz MMK). Die MMK Arnfels gibt es seit 1924. Zurzeit steht sie unter der Leitung von Obmann Michael Pürstner und Kapellmeister Karl Miheu. Zwei Mal wurde die Robert-Stolz-Medaille und drei Mal der Steirische Panther verliehen. Seit dem 17. November 2006 wird in dem eigens gebauten „Haus der Musik“ geprobt.

### Sport
Arnfels verfügt über ein Freizeitzentrum mit Freibad (zwei Becken), Buffet, Beachvolleyplatz, eine Tennishalle, ein Fußballstadion sowie die Grenzlandsportstätte, die mit ihren zwei Sälen für diverse Veranstaltungen genutzt wird.

## Wirtschaft und Infrastruktur

### Verkehr
Arnfels liegt an der Südsteirischen Grenz Straße B 69.

### Bildung
Der Ort wurde zu einem wichtigen Schulzentrum mit Volks-/Real-/Neue Mittelschule, Landesberufsschule für Kfz-Mechaniker und Kfz-Elektriker sowie einer Dislozierung der HTBLA Kaindorf mit der Höheren Abteilung für Mechatronik.

### Tourismus
Die Gemeinde bildet gemeinsam mit Ehrenhausen an der Weinstraße, Leutschach an der Weinstraße, Oberhaag und Straß in Steiermark den Tourismusverband „Die südsteirische Weinstraße“. Dessen Sitz ist in Leutschach an der Weinstraße.

## Politik
Der Gemeinderat besteht aus 9 Mitgliedern (bis 2015:15). Nach dem Ergebnis der Gemeinderatswahl 2020 ergibt sich folgende Mandatsverteilung:
- 8 ÖVP
- 1 SPÖ

| Partei              | 2020             | 2020             | 2020             | 2015             | 2015             | 2015             | 2010             | 2010             | 2010             | 2005             | 2005             | 2005             | 2000             | 2000             | 2000             |
| Partei              | Stimmen          | %                | Mandate          | St.              | %                | M.               | St.              | %                | M.               | St.              | %                | M.               | St.              | %                | M.               |
| ------------------- | ---------------- | ---------------- | ---------------- | ---------------- | ---------------- | ---------------- | ---------------- | ---------------- | ---------------- | ---------------- | ---------------- | ---------------- | ---------------- | ---------------- | ---------------- |
| ÖVP                 | 455              | 81               | 8                | 213              | 32               | 5                | 426              | 61               | 10               | 361              | 51               | 8                | 357              | 50               | 8                |
| SPÖ                 | 79               | 14               | 1                | 128              | 19               | 3                | 085              | 12               | 02               | 170              | 24               | 4                | 129              | 18               | 3                |
| FPÖ                 | 29               | 5                | 0                | 056              | 09               | 1                | 026              | 04               | 0                | 033              | 05               | 0                | 117              | 16               | 2                |
| KARL (Karl Habisch) | nicht kandidiert | nicht kandidiert | nicht kandidiert | 192              | 29               | 5                | nicht kandidiert | nicht kandidiert | nicht kandidiert | nicht kandidiert | nicht kandidiert | nicht kandidiert | nicht kandidiert | nicht kandidiert | nicht kandidiert |
| Zukunft Arnfels     | nicht kandidiert | nicht kandidiert | nicht kandidiert | 069              | 10               | 1                | 102              | 14               | 02               | nicht kandidiert | nicht kandidiert | nicht kandidiert | nicht kandidiert | nicht kandidiert | nicht kandidiert |
| Arnfels 2000        | nicht kandidiert | nicht kandidiert | nicht kandidiert | nicht kandidiert | nicht kandidiert | nicht kandidiert | 065              | 09               | 01               | 143              | 20               | 3                | 108              | 15               | 2                |
| Wahlberechtigte     |                  |                  |                  | 847              | 847              | 847              | 880              | 880              | 880              | 875              | 875              | 875              | 827              | 827              | 827              |
| Wahlbeteiligung     | 69 %             | 69 %             | 69 %             | 79 %             | 79 %             | 79 %             | 81 %             | 81 %             | 81 %             | 82 %             | 82 %             | 82 %             | 87 %             | 87 %             | 87 %             |

### Bürgermeister
- bis 2010 Johann Held (ÖVP)
- 2010–2015 Josef Gaber (ÖVP)[10]
- seit 2015 Karl Habisch (ÖVP)[11]

### Wappen
Das Privileg ein Wappen zu führen, erhielt die Marktgemeinde Arnfels am 9. Oktober 1517 von Kaiser Maximilian I.

Blasonierung (Wappenbeschreibung):
„In rotem Schild ein goldener Adler, auf der mittleren von drei ineinander geschobenen goldenen Felsspitzen zum Flug gerichtet.“

## Persönlichkeiten

### Ehrenbürger
- 1987: Josef Krainer (1930–2016), Landeshauptmann der Steiermark 1980–1996[13]
- Waltraud Klasnic (* 1945), Landeshauptmann der Steiermark 1996–2005[14]

### Söhne und Töchter der Gemeinde
- Joseph Ludwig Bayer (1803–1882), Gutsbesitzer und Politiker, Abgeordneter zum Landtag und des Österreichischen Abgeordnetenhauses
- Felix Machatschki (1895–1970), Mineraloge
- Gerald Brettschuh (* 1941), Maler und Grafiker

### Mit der Gemeinde verbundene Persönlichkeiten
- Camillo Bregant (1879–1956), Offizier